# Chatenay-Vaudin
Chatenay-Vaudin é uma comuna francesa na região administrativa de Grande Leste, no departamento de Haute-Marne. Estende-se por uma área de 3,72 km². Em 2010 a comuna tinha 52 habitantes (densidade: 14 hab./km²).